# NHL 1918/19
Die NHL-Saison 1918/19 war die zweite Spielzeit der National Hockey League. Die Saison wurde in einer Vorrunde mit zehn Spielen und einer Rückrunde mit acht Spielen ausgetragen. In der Vorrunde absolvierte jedes Team 20 Spiele. Die Saison war ursprünglich in zwei Hälften mit jeweils zehn Spielen geplant. Doch durch den Rückzug der Toronto Arenas aufgrund finanzieller Probleme wurden in der zweiten Hälfte nur acht Spiele ausgetragen. Montreals Topscorer der Vorsaison Joe Malone brachte es in dieser Saison nur auf zehn Spiele. Er hatte in Quebec einen Beruf angetreten. Da nur noch zwei Mannschaften in der Liga übrig blieben, wurde erstmals eine Best-of-seven-Serie ausgetragen, deren Gewinner auf den Meister der Pacific Coast Hockey Association traf um den Stanley-Cup-Sieger zu ermitteln. Dort trafen die Montréal Canadiens auf die Seattle Metropolitans. Nachdem beide Teams je zweimal gewonnen hatten und ein Spiel unentschieden geendet hatte, erkrankten fünf Spieler und der Manager der Canadiens an der spanischen Grippe, einer Epidemie, die um die ganze Welt ging. Am 1. April wurde die Saison abgesagt, fünf Tage später starb Montreals Verteidiger „Bad“ Joe Hall im Seattle Columbus Sanatorium.

## Reguläre Saison

### Abschlusstabelle
Abkürzungen: GP = Spiele, W = Siege, L = Niederlagen, T = Unentschieden, GF = Erzielte Tore, GA = Gegentore, Pts = Punkte
|                       | GP | W | L | T | GF | GA | Pts |
| --------------------- | -- | - | - | - | -- | -- | --- |
| Canadiens de Montréal | 10 | 7 | 3 | 0 | 57 | 50 | 14  |
| Ottawa Senators       | 10 | 5 | 5 | 0 | 39 | 39 | 10  |
| Toronto Arenas        | 10 | 3 | 7 | 0 | 42 | 49 | 6   |

|                       | GP | W | L | T | GF | GA | Pts |
| --------------------- | -- | - | - | - | -- | -- | --- |
| Ottawa Senators       | 8  | 7 | 1 | 0 | 32 | 14 | 14  |
| Canadiens de Montréal | 8  | 3 | 5 | 0 | 31 | 28 | 6   |
| Toronto Arenas        | 8  | 2 | 6 | 0 | 22 | 43 | 4   |

### Beste Scorer
Abkürzungen: GP = Spiele, G = Tore, A = Assists, Pts = Punkte
| Spieler          | Team     | GP | G  | A  | Pts |
| ---------------- | -------- | -- | -- | -- | --- |
| Newsy Lalonde    | Montréal | 17 | 22 | 10 | 32  |
| Odie Cleghorn    | Montréal | 17 | 22 | 6  | 28  |
| Frank Nighbor    | Ottawa   | 18 | 19 | 9  | 28  |
| Cy Denneny       | Ottawa   | 18 | 18 | 4  | 22  |
| Didier Pitre     | Montréal | 17 | 14 | 5  | 19  |
| Alf Skinner      | Toronto  | 17 | 12 | 4  | 16  |
| Harry Cameron    | Toronto  | 14 | 11 | 3  | 14  |
| Jack Darragh     | Ottawa   | 14 | 11 | 3  | 14  |
| Ken Randall      | Toronto  | 15 | 8  | 6  | 14  |
| Sprague Cleghorn | Montréal | 18 | 7  | 6  | 13  |

## Stanley-Cup-Playoffs
Alle Spiele fanden im Jahr 1919 statt

### NHL-Finale
| Montréal Canadiens vs. Ottawa Senators                                   | Montréal Canadiens vs. Ottawa Senators | Montréal Canadiens vs. Ottawa Senators | Montréal Canadiens vs. Ottawa Senators | Montréal Canadiens vs. Ottawa Senators | Montréal Canadiens vs. Ottawa Senators |
| Datum                                                                    | Auswärtsteam                           | Auswärtsteam                           | Heimteam                               | Heimteam                               |                                        |
| ------------------------------------------------------------------------ | -------------------------------------- | -------------------------------------- | -------------------------------------- | -------------------------------------- | -------------------------------------- |
| 22. Februar                                                              | Ottawa                                 | 4                                      | 8                                      | Montréal                               |                                        |
| 27. Februar                                                              | Ottawa                                 | 3                                      | 5                                      | Montréal                               |                                        |
| 1. März                                                                  | Ottawa                                 | 3                                      | 5                                      | Montréal                               |                                        |
| 3. März                                                                  | Montréal                               | 3                                      | 6                                      | Ottawa                                 |                                        |
| 6. März                                                                  | Ottawa                                 | 2                                      | 4                                      | Montréal                               |                                        |
| Montréal gewinnt die Serie mit 4:1 und zieht ins Stanley Cup Finale ein. |                                        |                                        |                                        |                                        |                                        |

### Stanley-Cup-Finale
| Montréal Canadiens vs. Seattle Metropolitans                                                       | Montréal Canadiens vs. Seattle Metropolitans | Montréal Canadiens vs. Seattle Metropolitans | Montréal Canadiens vs. Seattle Metropolitans | Montréal Canadiens vs. Seattle Metropolitans | Montréal Canadiens vs. Seattle Metropolitans |
| Datum                                                                                              | Auswärtsteam                                 | Auswärtsteam                                 | Heimteam                                     | Heimteam                                     |                                              |
| -------------------------------------------------------------------------------------------------- | -------------------------------------------- | -------------------------------------------- | -------------------------------------------- | -------------------------------------------- | -------------------------------------------- |
| 19. März                                                                                           | Montréal                                     | 0                                            | 7                                            | Seattle                                      |                                              |
| 22. März                                                                                           | Montréal                                     | 4                                            | 2                                            | Seattle                                      |                                              |
| 24. März                                                                                           | Montréal                                     | 2                                            | 7                                            | Seattle                                      |                                              |
| 26. März                                                                                           | Montréal                                     | 0                                            | 0                                            | Seattle                                      |                                              |
| 29. März                                                                                           | Montréal                                     | 4                                            | 3                                            | Seattle                                      |                                              |
| Als sechs Canadiens erkranken, werden die Finals abgebrochen. Der Stanley Cup wird nicht vergeben. |                                              |                                              |                                              |                                              |                                              |